# Raggio di Luna (OAV)
Raggio di Luna (月光のピアス―ユメミと銀のバラ騎士団?, Gekkou no pierce: Yumemi to gin no bara no kishidan), letteralmente L'Orecchino del Chiaro di Luna: Yumemi e i Cavalieri della Rosa d'Argento. Conosciuto anche con il titolo Ritorno a Camelot, è un OAV del 1991, diretto da Takeshi Mori.

## Trama
Il giovane Hiroshi, calciando un pallone, rompe per sbaglio il vetro dietro al quale si trova Yumeni. Quest'ultima sta maneggiando la scatola degli "orecchini della Luna", un gioiello prezioso e misterioso. Il pallone colpisce Yumeni e fa cadere per terra gli orecchini, i quali iniziano improvvisamente a luccicare e si posano sui lobi delle orecchie della ragazza. In seguito la ragazza scopre che i suoi orecchini hanno il potere di trasformare i suoi amici in animali, in base alle sue emozioni, per colpa di un'antica maledizione; si reca così in Germania, luogo di origine della leggenda, accompagnata da Hiroshi (trasformato in un lupo), Reiseni (trasformata in un uccello) e Aki (trasformato in un gatto).
Il gruppo, dopo aver incontrato il principe Leon (del quale Yumeni poi si innamora) riesce a risolvere solo in parte la maledizione, poiché i tre ragazzi rimangono trasformati in animali; nel finale decidono così di mettersi alla ricerca di sette particolari tesori sacri, necessari per riportare definitivamente la situazione alla normalità, esortati da Yumeni che afferma "questa storia l'abbiamo iniziata insieme, e dobbiamo finirla insieme!".

## Distribuzione
In Giappone, l'OAV è stato distribuito a partire dal 14 dicembre 1991 dalla Toho; in Italia è stato pubblicato direttamente in VHS nel 1993 dalla Eden Video, con il titolo Raggio di Luna. L'edizione televisiva è stata intitolata Ritorno a Camelot, per cercare di creare una continuità con Camelot: in entrambi gli OAV il soggetto è a cura di Hitomi Fujimoto, e inoltre i personaggi di Camelot appaiono all'interno dell'opera mediante un cameo. Nell'edizione televisiva è stato tagliato l'ultimo minuto della pellicola, la quale presentava un finale aperto; nell'edizione in VHS, la pellicola è stata invece pubblicata integralmente.

## Doppiaggio
L'edizione italiana è stata curata dalla CRC - Cooperativa rinascita cinematografica di Roma, e a causa dei costi contenuti del doppiaggio i vari doppiatori interpretano contemporaneamente più ruoli.
| Personaggio           | Doppiatore giapponese | Doppiatore italiano |
| --------------------- | --------------------- | ------------------- |
| Yumeni Satou          | Hiromi Tsuru          | Monica Cadueri      |
| Hiroshi Takama        | Toshihiko Seki        | Sergio Luzi         |
| Aki Kousaka           | Nozomu Sasaki         | Sergio Luzi         |
| Takao Reisenji        | Yoshiko Sakakibara    | Daniela Caroli      |
| Leon (Seiju Suzukaze) | Sho Hayami            | Gabriele Carrara    |
| Nicholas Rosenheim    | Kōichi Yamadera       | Gabriele Carrara    |
| Zio di Leon           | sconosciuto           | Giovanni Petrucci   |